# Юнгфрау
Ю́нгфрау (нем. Jungfrau) — горная вершина в Бернских Альпах в Швейцарии.
Её высота — 4158 метров над уровнем моря. Это третья по высоте гора Бернских Альп, которая образует вместе с горами Эйгер (нем. Eiger) и Мёнх (нем. Mönch) примечательное трио.
13 декабря 2001 года гора Юнгфрау в составе Юнгфрау-Алеч-Бичхорн была внесена в Список объектов всемирного наследия ЮНЕСКО в Европе и является первым в Альпах природным объектом, включённым в этот список.
Своим названием гора Юнгфрау (рус. дева, девственница) обязана монахиням из Интерлакена, чей монастырь располагался недалеко от подножия горы. Затем название перешло и на саму гору.
Впервые это название было указано на топографической карте в 1577 году.

## Географическое положение
По вершине Юнгфрау проходит граница между кантонами Берн и Вале.
Гора необычайно своеобразна. На севере и северо-западе видны её снежные вершины Венген-Юнгфрау, Шнеехорн, оба Зильберхорна и Шварцмёнх. На западе на ней почти нет снега и она ничем не примечательна, поднимается на 3250 м над долиной Лаутербруннен (это самый протяжённый склон в Альпах после Монблана). Её южная часть поднимается над скрытыми от взора ледниками Ротталя, а восточная часть — над покрытой вечным снегом седловиной перевала Юнгфрауйох.

## Геология
С геологической точки зрения Юнгфрау очень примечательна. Подножье горы образовано из кристаллина, передние гряды — Шварцмёнх, Ротбретт и Шнеехорн из пластов известняка, а Зильберхорн, Венген-Юнгфрау и центральная вершина — из магматических пород.

## Наука
Непосредственно под вершиной, над уходящим вниз Большим Алечским ледником, расположена высокогорная международная геофизическая обсерватория Сфинкс, в которой ведутся круглогодичные комплексные научные наблюдения за состоянием атмосферы, гляциосферы и литосферы.

## Альпинизм
Первое восхождение совершили швейцарцы Иоганн Рудольф и Иероним Майер с проводниками Йозефом Бортисом и Алоисом Фолькером 3 августа 1811 года со стороны Гримзеля. С тех пор народ шутливо именует до того нетронутую Юнгфрау «Мадам Майер».
Маршруты для альпинистов идут с севера, северо-запада, юго-запада и юга Юнгфрау. 12 июля 2007 года вызвали на высоте 3800 м лавину и сорвались в пропасть глубиной 1000 м шесть рекрутов школы Андерматт. Восемь рекрутов вместе с проводниками спаслись. Военный суд впоследствии оправдал горных проводников, указав на неверно оцененный риск схода лавины. В прессе, а также многочисленными специалистами в области альпинизма утверждалось, что катастрофу можно было предотвратить, ибо первоначальный риск схода лавин был очень высок: за день до несчастного случая выпало около 50-60 см нового снега.

## Самая высокогорная железная дорога Европы
С 1896 года по 1912 год здесь была построена железная дорога «Юнгфрау». Строительство велось швейцарцем Адольфом Гуйер-Целлером. Правда, планы проложить её до самой вершины Юнгфрау, остались нереализованными. Она ведёт только до перевальной седловины Юнгфрауйох.
Маршрут идёт от станции Кляйне-Шайдег до станции «Айгерглетчер» по открытой местности, а затем через туннель вверх с видами через панорамные окна со станции «Айгерванд» на альпийские пейзажи, а со станции «Айсмеер» — на вечные льды и скалы.

## Достопримечательности
Конечная станция — «Вершина Европы», самая высокогорная железнодорожная станция Европы. В скалах и леднике, покрывающем перевальную седловину Юнгфрауйох прорублены галереи. Со смотровой площадки обсерватории и метеостанции Сфинкс открывается альпийская панорама на 360°, вид на самый длинный ледник в Европе Алеч (24 км) и долину Тунского озера.
Подъём на «Сфинкс» осуществляется скоростным лифтом, перевозящим до 1200 пассажиров в час, и преодолевающим путь в 110 м за 25 секунд.
Знаменитый Ледовый дворец представляет собой одно из наиболее популярных мест Юнгфрауйох. Он занимает около 1000 м² и расположен в 20 м под ледником Алеч. В его залах все экспонаты вырезаны изо льда.
Кроме этого на Юнгфрауйох можно посмотреть аудиовизуальное шоу, выставку научных исследований, покататься на собачьей упряжке по леднику (только летом). Здесь же располагаются несколько ресторанов с потрясающим видом.
У подножья Юнгфрау расположена деревня Венген. Эта деревня вместе с Мюрреном, Гриндельвальдом и Лаутербрунненом образует известный горнолыжный район Юнгфрау Топ Регион.
Ежегодно в сентябре в регионе Юнгфрау проходит горный марафон «Юнгфрау».

## Интересные факты
- Сверкающая белизной гора Юнгфрау и соседствующая с ней чёрная гора Шварцмёнх (соответственно, «Юная дева» и «Чёрный монах») стали основой легенды о безответной любви священника к юной деве.
- Юнгфрау упоминается в художественной литературе, например, у Карамзина в «Письмах русского путешественника» и у Фридриха Шиллера в «Вильгельме Телле», а также в известной драматической поэме Байрона «Манфред» (1816—1817), у И. С. Тургенева в стихотворении в прозе «Разговор» (1878).
- Юнгфрау изображена на картине Карла Зейферта «Гора Юнгфрау в Швейцарии».
- В честь горы Юнгфрау в 2005 году была выпущена памятная биметаллическая монета достоинством 10 швейцарских франков.

## Галерея

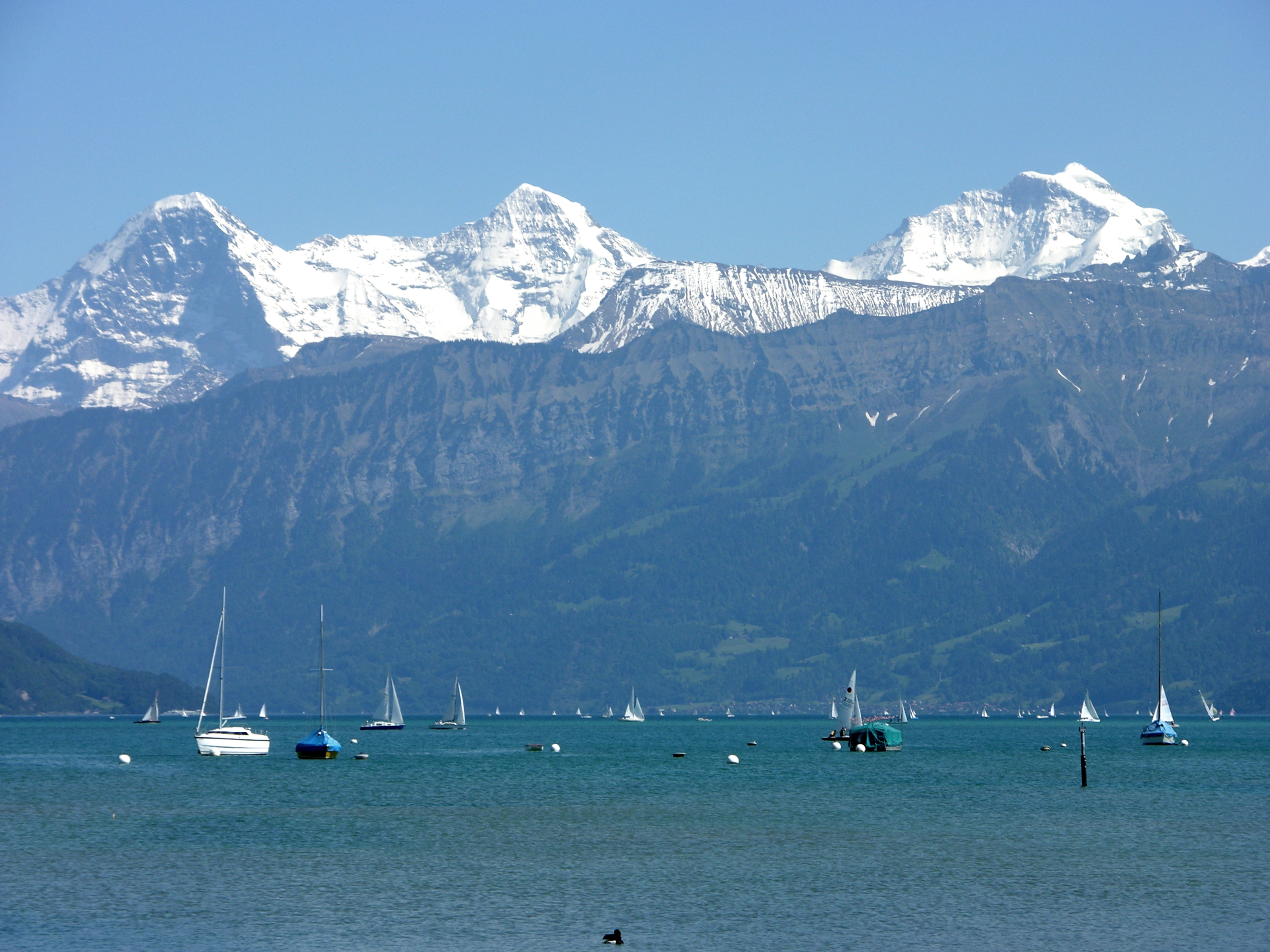
Вид на Тунское озеро, на дальнем плане «трезубец» Эйгер, Мёнх и Юнгфрау (слева-направо)
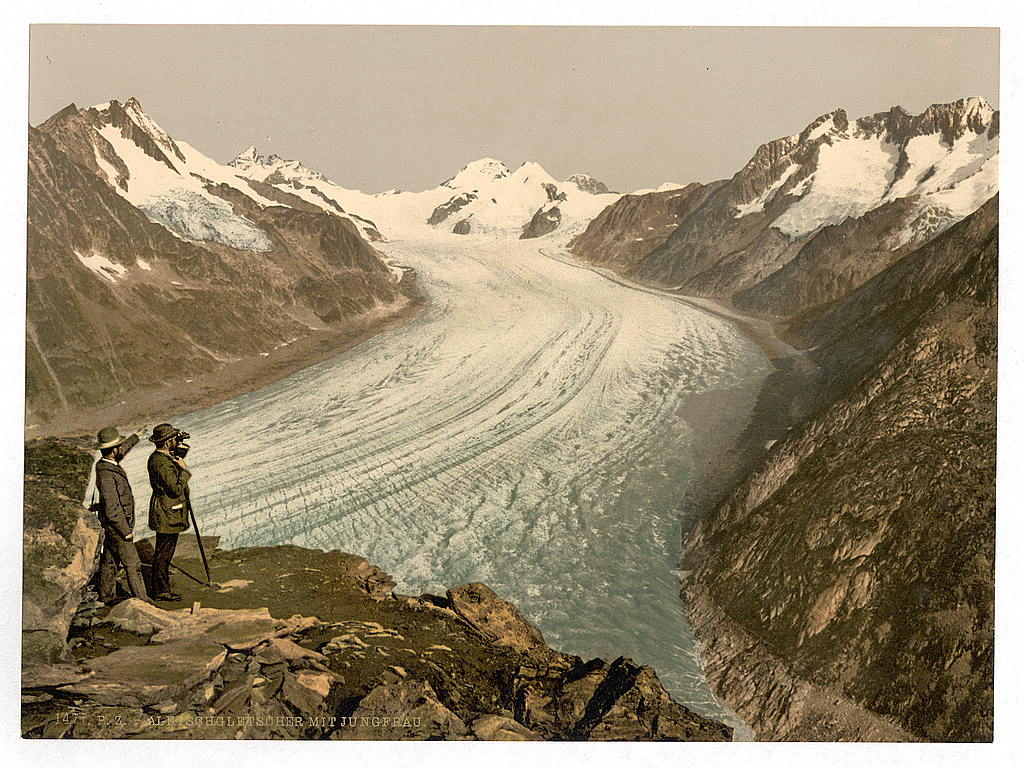
Ледник Алеч и Юнгфрау
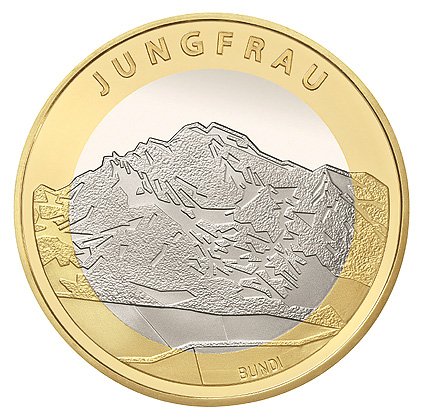
Швейцарская памятная монета «Юнгфрау», 2005 год